# Menorca

Situació de Menorca respecte als Països Catalans

Menorca és l'illa més septentrional de les Balears, i lloc d'origen dels menorquins. Presenta una història natural i humana i una geografia peculiars. El nom prové de les expressions llatines Balearis Minor i Minorica, que és com la coneixien els romans, pel fet que l'illa és la més petita d'entre les dues Illes Balears (el mot llatí minor va donar al català menor). Lingüísticament, a Menorca es parla el menorquí, un subdialecte del dialecte balear (del bloc oriental de la llengua catalana). Fins i tot, els rodols de Maó i Ciutadella tenen parlars diferents, caracteritzats per la diferent pronúncia de la 'e' tònica i per l'entonació, que és terminal ascendent a l'àrea de Maó, i descendent a l'àrea de Ciutadella.
Menorca és Reserva de la Biosfera (UNESCO) des de 1993.

## Nom

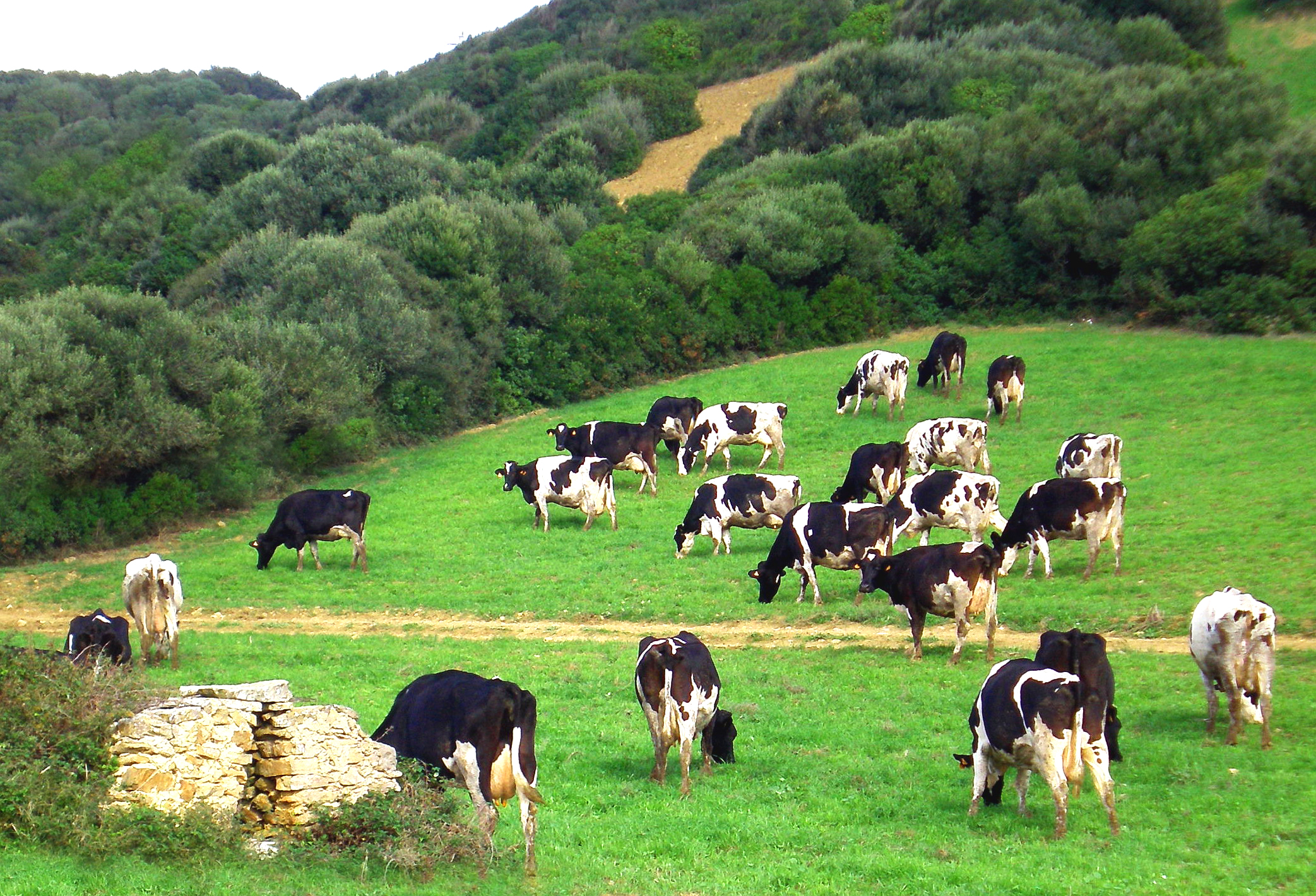
Menorca sempre ha estat coneguda per les pastures, que li valgueren el nom de Melussa.

El nom de Menorca prové del llatí Minorica, que fa referència a les dimensions de l'illa respecte de Mallorca (minor 'menor'), i és documentat per primera vegada el segle iii dC (en el Liber Generationis Mundi, que és una interpolació dins la Cronografia del 354 basada en la Crònica d'Hipòlit de Roma). Anteriorment, els romans l'anomenaven simplement la Balear Menor (Baliaris Minor), igual que els grecs (Βάλιαρ ἐλάσσων, báliar elássōn). Els àrabs l'anomenaren Manurqa.
Segons Hecateu de Milet (segle vi aC), el nom de Menorca havia estat Melussa (Μηλοῦσσα, mēlūssa), probablement derivat de μῆλον, mēlon 'bestiar'. Aquest exònim, paral·lel a Cromiüssa, Pitiüssa i Ofiüssa, degué caure en desús en època ben antiga. D'altra banda, entre els erudits circulà el nom de Nura referit a Menorca (paral·lel al de Columba per Mallorca), però actualment se sap que es tracta d'un error de l'Itinerarium maritimum.

## Història

### Cronologia
La cronologia del poblament humà prehistòric a Menorca és la següent:
- Primeres proves de presència humana: 2000 aC[5]
- Pretalaiòtics: 2000-1500/1000 aC[6][7]
- Talaiòtics: 1500/1000-123 aC[6][8]

La cronologia del poblament humà en temps històrics a Menorca és aquesta:
- Romanització de Menorca: 123 aC-284, alt imperi[9]
- Cristianització de Menorca: 284-455, baix imperi[10]
- Vàndals i romans d'Orient: 455-628[11]
- Segles foscos de saquejos sarraïns i protecció franca, i incursions posteriors d'andalusins i normands: 628-903
- Islamització, el Califat de Còrdova: 903-1015[12]
- Taifa de Dàniyya i assalt dels croats noruecs: 1015-1114[13]
- Almoràvits i almohades: 1114-1231
- Taifa autònoma en mans del moixerif: 1231-1287
- Conquesta catalanoaragonesa de Menorca i repoblació catalana: 1287-1472[14][15][16]
- Victòria dels seguidors de Joan el Gran. Regnat de Ferran el Catòlic. Atacs àrabs: 1472-1701[17]
- Regnat de Felip V. Comença un segle d'Il·lustració: 1701-1708[18]
- La Guerra de Successió espanyola, conquesta anglesa[19] i tractat d'Utrecht: 1708-1756
- Conquesta francesa i tractat de París (1763): 1756-1763[20]
- Govern britànic 1763-1782[21][22]
- Conquesta espanyola pel duc de Crillon per a Carles III: 1782-1798
- Tercera dominació britànica: el general Charles Steward ocupa l'illa per a la Gran Bretanya, després d'haver desembarcat a la vora occidental del port d'Addaia;[23] i tractat d'Amiens: 1798-1802[24]
- Retorn a l'ocupació espanyola: 1802-1869[25][26]
- Primera República espanyola i sexenni revolucionari: 1869-1874
- Restauració espanyola: 1874-1931[27][28]
- Segona República espanyola i Guerra Civil: 1931-1939
- Franquisme: 1939-1978
- Tercer període democràtic. De la transició a l'autonomia: 1978-1983

### Edat Antiga

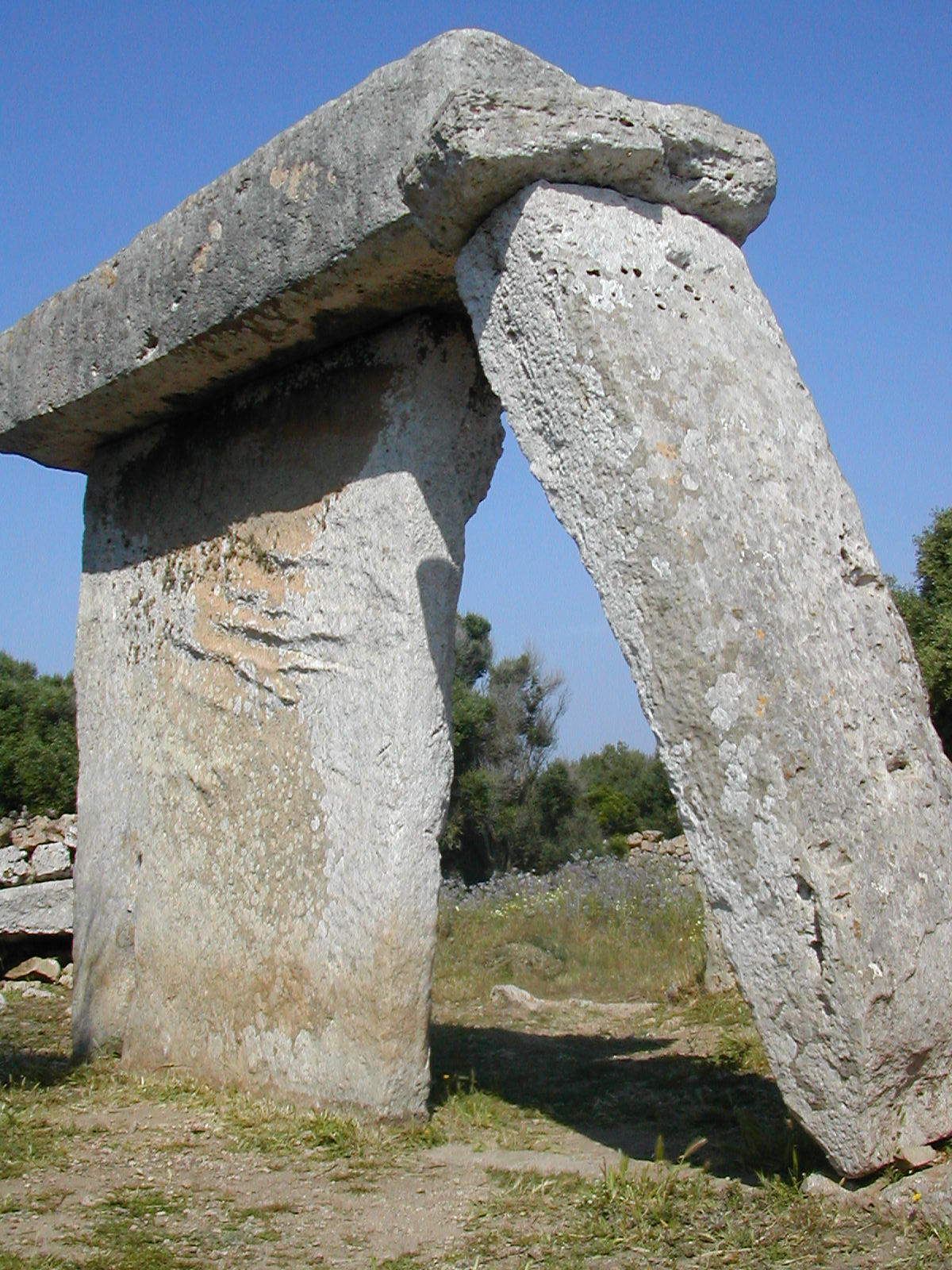
Taula de Talatí de Dalt, poblat talaiòtic de Menorca

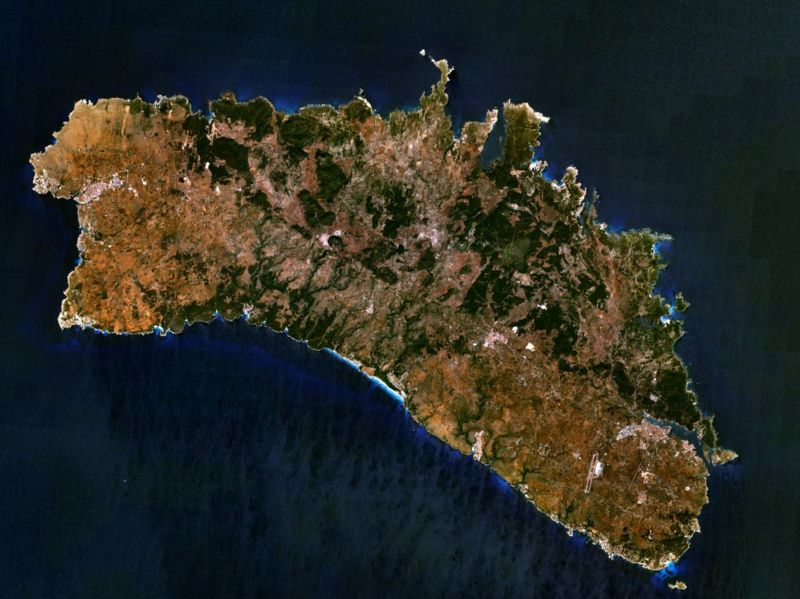
Vista satèl·lit de Menorca

Des de les primeres civilitzacions presents a l'illa, nombrosos pobles s'han anat alternant en l'ocupació del territori. A una primera etapa de civilització primitiva, que se suposa vinguda de l'àrea nord-occidental de la Mediterrània, va seguir-ne una altra de molt brillant durant l'edat del bronze, coneguda com a cultura talaiòtica, caracteritzada per construccions megalítiques semblants a les de Mallorca, però amb una cronologia no coincident amb les cultures megalítiques de Sardenya o Malta, tot i que el megalitisme menorquí presenta una destacada originalitat amb elements únics com són les navetes i les taules.
A les visites de fenicis i grecs focis, fetes de manera pacífica per establir vincles comercials, va seguir la dels cartaginesos amb actitud diferent. Van desembarcar a les ordres de Magó, germà d'Hanníbal, i van reclutar a la força els hàbils foners balears, que van ser protagonistes destacats durant les guerres púniques. Els cartaginesos van fundar al segle vii aC els enclavaments de Jamma (actual Ciutadella, i Mago, Maó). La cultura talaiòtica perduraria a Menorca més enllà que Quint Cecili Metel (que rebria més tard el sobrenom de Balearicus) conquerís l'illa per a la República Romana l'any 123 aC (juntament amb la resta de les Illes Balears).
L'any 427 l'illa va viure la conquesta dels vàndals. Menorca es convertí en territori romà d'Orient a la caiguda del Regne Vàndal, conquerida per Belisari. En qualsevol cas, segueixen segles de foscor i aïllament, en què l'illa fou atacada per normands i àrabs.

### Edat Mitjana
Els àrabs no s'assentaren definitivament a Menorca fins a l'any 903, en què fou conquerida i unida al Califat de Còrdova. Malgrat la tardana conquesta, la islamització de l'illa va ser intensa. El 1232, tres anys després de la conquesta de Mallorca per Jaume I el Conqueridor, la Menorca musulmana es va fer tributària de la corona catalanoaragonesa, i romangué amb una important autonomia mig segle més.
L'illa fou conquerida per Alfons III el 17 de gener de 1287, festivitat de Sant Antoni (aquesta és la raó per què el 17 de gener sigui el dia de Menorca), que, segons Ramon Muntaner, procedí a la deportació i venda com a esclaus de la població musulmana que residia a l'illa i la seva repoblació amb colons catalans. El seu successor Jaume II el Just la cedeix a Jaume II de Mallorca després del tractat d'Anagni (1295), i passa a formar part del Regne de Mallorca. El 1343, Pere el Cerimoniós pren Menorca al rei de Mallorca, Jaume III (pas previ a la mateixa desaparició del regne, annexionat a la corona catalanoaragonesa).
La Menorca de la corona catalanoaragonesa es beneficià de la seva esplendor marítima i comercial, però a partir del final del segle xiv, l'illa experimenta un dràstic procés de despoblació i decadència econòmica, que aconseguí cotes alarmants en els segles xv i xvi, a causa d'una pluralitat de motius. Fonamentalment, les lluites socials entre la pagesia i l'aristocràcia, semblants i coetànies a les Germanies del Regne de València i de Mallorca o a les de la revolta catalana contraJoan II. També van influir els atacs otomans, que van saquejar i destruir Maó (1535, pel corsari otomà Aruj, governador d'Alger per a la Sublim Porta, així com germà del que va ser l'almirall otomà Barba-roja) i la llavors capital Ciutadella (1558, pel corsari otomà Piali), cosa que va amenaçar amb la despoblació gairebé absoluta de l'illa.

### Edat Moderna
Envaïda pels britànics el 1708 durant la Guerra de Successió espanyola i reconeguda oficialment com a territori sota sobirania britànica arran del tractat d'Utrecht (1713), fou durant més de setanta anys una dependència britànica (i el port de Maó una base naval britànica a la Mediterrània) al segle xviii. La presència britànica, especialment durant el mandat del governador Kane, impulsà l'economia de l'illa i la ciutat de Maó esdevingué un centre comercial i de contraban de primer ordre al Mediterrani, a més de desplaçar Ciutadella de la capitalitat que havia ocupat fins aleshores, fet que continua perpetuant entrat el segle XXI una rivalitat entre ambdues ciutats. La influència britànica es pot apreciar en l'arquitectura local, en la gent, en alguns llinatges com Victory, propis de l'illa i de la Gran Bretanya, també la influència anglosaxona es pot notar en el català menorquí i al camp, que va canviar radicalment després de l'arribada dels britànics a l'illa.
Durant la Guerra dels Set anys, Menorca va ser presa per França (1756). No obstant això, pel tractat de París (1763), la Gran Bretanya va guanyar el control de l'illa. Durant la Guerra d'Independència dels Estats Units, que també involucrà França i Espanya, les forces francoespanyoles van derrotar-ne les britàniques i van ocupar l'illa el 4 de febrer de 1782; fou recuperada pels britànics el 1798, en la Guerra angloespanyola durant les guerres contra la França revolucionària. Va ser lliurada a Espanya finalment i permanentment en virtut del tractat d'Amiens el 1802. La puixança marítima de Maó es perllongà durant els primers anys del segle xix, encara que després de revertir a domini espanyol.

### Menorca sota domini francès
Durant els anys d'ocupació (1756-1763), els francesos van fundar el poble de Sant Lluís, anomenat així en honor del seu rei, a les voreres del qual hi van plantar vinyes que avui en dia duen el vi de Binifadet. També van introduir qualque paraula com per exemple merci ('mercès, gràcies').

### Menorca sota domini britànic
El darrer gran imperi a governar l'illa de Menorca fou l'Imperi britànic, que va fer per Menorca en poc més de 70 anys el que Espanya no havia fet en 200 anys. Els anglesos van construir la primera carretera entre Maó i Ciutadella, la que avui rep el nom de camí d'en Kane; també van ajudar a comercialitzar el formatge de Maó, a més de perfeccionar-lo (gràcies al fet que foren ells qui van introduir les vaques de raça frisona holandesa, i crearen la de raça menorquina amb l'ajuda local, és clar), aquests forans van aconseguir treure moltíssim profit al camp de Menorca, i canviaren per complet l'estil de ramaderia i agricultura illenca. Tant, que avui no n'ha canviat en absolut, excepte en la tecnologia, que lògicament ha evolucionat. S'utilitzen les mateixes tècniques per a cridar les vaques, fent el xiulet de wooks, referent a les paraules oaks o cows, així com van ensenyar als illencs les tècniques per a elaborar millor el formatge de Maó, el que avui en dia coneixem; gràcies al fet que en la tercera dominació britànica els espanyols i els anglesos no es duien malament, va ajudar a preservar-ho tot millor.
Les famoses finestres de guillotina que tant es poden observar a Anglaterra i les Illes Britàniques en general, també es poden veure a Menorca en moltes edificacions històriques (i també en d'altres no tan històriques). Van importar la gallina anglesa, que avui és una mescla amb la menorquina i que adopta un color característic marró fosc negre. Els anglesos també foren els qui van crear els primers nuclis d'antics llocs, que ara són nuclis urbans com el de Trebalúger, a l'antiga George Town (Es Castell), poble fundat pels britànics en honor del seu rei en aquell moment. També és gràcies als anglesos que Maó sigui la capital avui, i que l'aljub d'es Mercadal pugui tractar les aigües del centre rural de l'illa.
Actualment, encara hi ha mots que han perdurat al llarg de 205 anys, anglicismes del menorquí com mèrvil (marble), xoc (chalk), etc., amb una pronunciació molt similar. Tot i la semblança entre les paraules bòtil i bottle, aquest mot no és un anglicisme.
Les diferents torres de defensa que hi ha a l'illa, de sud a nord i de llevant a ponent, es van construir contra els atacs de corsaris d'Àfrica i del sud d'Europa (turcs, grecs, etc.).

### Guerra Civil
Durant la Guerra Civil Espanyola, Menorca va romandre fidel al govern legítim de la República, mantenint la postura fins a la batalla de Menorca al febrer de 1939, quan no hi hagué més remei que pactar la rendició de l'illa, mentre que Mallorca s'uní al bàndol feixista. El brigada republicà Pere Marquès, després d'aconseguir que el general Bosch rendís el comandament de l'illa, s'erigí en la màxima autoritat militar de Menorca i fou responsable dels afusellaments realitzats durant el 2 i 3 d'agost de 1936 a la fortalesa de la Mola de Maó, en què executaren el cap d'aquesta penitenciària militar, el tinent coronel Rafael Perelló Cerdó i una desena més de comandaments militars, capturats els primers dies del colp d'estat. També durant el seu mandat s'executaren molts civils i clergues afectes al bàndol feixista, entre ells el sacerdot Joan Huguet. Aquesta situació pogué controlar-se al setembre de 1936, amb el nomenament pel govern republicà del tinent coronel d'artilleria José Brandaris de la Costa com a governador militar de Menorca. El brigada Marquès seria afusellat pels feixistes després de la presa de l'illa.
Durant la guerra, a més dels bombardeigs, també hi va haver un intent de desembarcament el 1937 per part del creuer Baleares i la seva flota. L'exèrcit republicà tenia defenses previstes al llarg de tota la costa de l'illa amb artilleria considerada moderna en aquesta època, els famosos canons Vikers de procedència britànica, en tot l'estat només hi havia 8 peces d'artilleria com aquesta, i 6 n'eren a Menorca. Els republicans tenien previst el gairebé segur desembarcament a la platja de Sa Mesquida, fent fortes fortificacions subterrànies per tot el penyal que cobreix la platja, però per a la seva sorpresa, van albirar que la flota de combat dels feixistes s'estava dirigint cap al port de Maó (capital de l'illa). La famosa fortalesa de la Mola, equipada amb dos Vikers, disparà tan sols un tret amb cada un. Immediatament, la flota de combat feixista es baté en retirada, a causa del gran abast de l'artilleria i la potència de foc. No hi va haver més intents de desembarcament, però l'illa va patir en canvi forts bombardeigs italians feixistes.
Durant la guerra, hi hagué combats a l'illa com labatalla de Menorca el 1939 i un bombardeig a càrrec de l'aviació italiana. Al final de la guerra, el 1939, la marina britànica supervisà una transferència pacífica de poder a Menorca i procedí a l'evacuació d'alguns refugiats polítics.

## Geografia

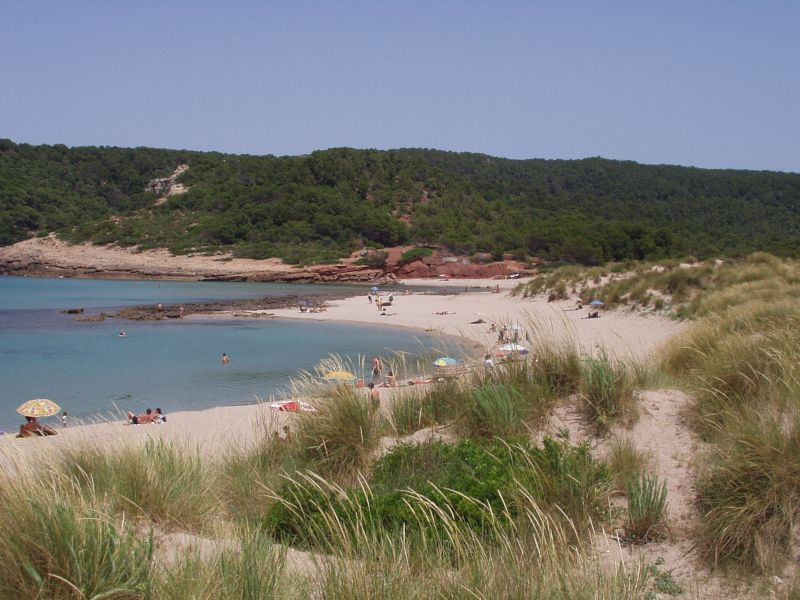
Platja d'Algaiarens, a la vall

### Ubicació

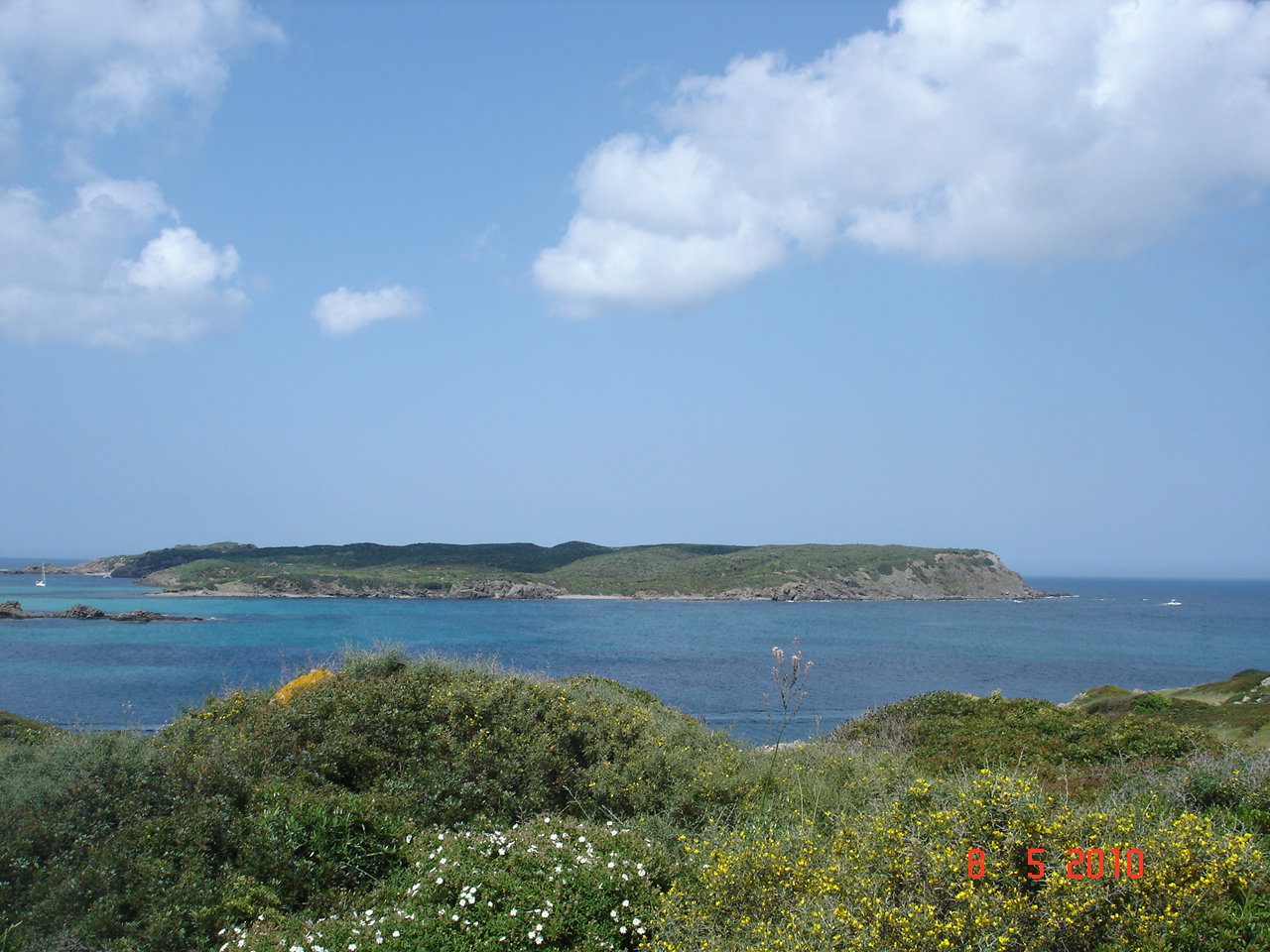
Illa d'en Colom

Menorca, amb una extensió de 701 km², se situa al bell mig de la Mediterrània occidental (40°N 4°E), gairebé equidistant de terres africanes, itàliques i ibèriques; i és la més septentrional de les Balears. L'illa i els illots que l'envolten constitueixen un resum de la Mediterrània occidental, en què es poden trobar la majoria dels ecosistemes característics d'aquesta zona, excepte els fluvials i muntanyencs. Però, alhora, Menorca conté nombroses espècies endèmiques o tirrèniques, és a dir, exclusives d'aquesta illa o bé compartides només amb altres terres properes com Mallorca, Còrsega i Sardenya. Aquesta barreja de generalitats i singularitats fa especialment atractiu el patrimoni natural d'aquest territori, alhora fortament humanitzat des de fa 4.000 anys.

### Clima
El clima de Menorca és típicament mediterrani, amb temperatures mitjanes anuals de 16,7 °C. Les precipitacions anuals mitjanes són de 600 mm, concentrades principalment a la tardor i amb un marcat caràcter torrencial. A més, hi ha una important variació interanual amb llargs períodes de sequera repartits irregularment al llarg dels anys. Això fa que a Menorca només puguin viure espècies adaptades a suportar llargs estius secs i calorosos. Un aspecte important del clima de Menorca és el vent, predominantment de nord (tramuntana), encara que des de l'abril fins al juliol augmenta la importància dels vents de component sud. Tot i la importància relativa del vent de tramuntana, l'illa, com a mínim el migjorn, no és tan ventosa com es podria pensar o com es podria deduir d'un paisatge on sovintegen els arbres i arbusts de formes abanderades o pulviniformes (la freqüència de vents sostinguts forts no és alta, és del 9%, i la freqüència de puntes de vent fortes tampoc no és exagerada, tot i que supera el 12% dels dies). Així doncs, cal cercar una explicació addicional pel modelat que pateix la vegetació a l'illa, d'orientació cap al sud, ja que les pures dades de vent no ho justifiquen prou. L'explicació és la salinització eòlica d'impacte, la gran càrrega de sals marines que transporta l'aire, sobretot els vents forts de tramuntana —que són els que s'originen més lluny, i que en el seu viatge travessen i encrespen més mar. L'impacte de l'aerosol salí sobre les superfícies foliars exposades provoca la mort dels teixits per deshidratació i provoca que en un sol dia de fort vent el 50% dels folíols exposats al nord d'un llentiscle sucumbeixin. Així és com arbres i arbusts perden massa al costat nord en relació amb el sud, i adquireixen la forma abanderada. És un modelat que no necessita forts vents sostinguts, sinó cops de vent de tramuntana forta o molt forta en dies puntuals. En els períodes intermedis, hi ha un procés de recuperació de la forma arrodonida, però que no arriba mai a completar-se a causa d'un següent episodi de tramuntanada.
| Dades climàtiques a Menorca, Aeroport        | Dades climàtiques a Menorca, Aeroport | Dades climàtiques a Menorca, Aeroport | Dades climàtiques a Menorca, Aeroport | Dades climàtiques a Menorca, Aeroport | Dades climàtiques a Menorca, Aeroport | Dades climàtiques a Menorca, Aeroport | Dades climàtiques a Menorca, Aeroport | Dades climàtiques a Menorca, Aeroport | Dades climàtiques a Menorca, Aeroport | Dades climàtiques a Menorca, Aeroport | Dades climàtiques a Menorca, Aeroport | Dades climàtiques a Menorca, Aeroport | Dades climàtiques a Menorca, Aeroport |
| Mes                                          | gen                                   | febr                                  | març                                  | abr                                   | maig                                  | juny                                  | jul                                   | ag                                    | set                                   | oct                                   | nov                                   | des                                   | anual                                 |
| -------------------------------------------- | ------------------------------------- | ------------------------------------- | ------------------------------------- | ------------------------------------- | ------------------------------------- | ------------------------------------- | ------------------------------------- | ------------------------------------- | ------------------------------------- | ------------------------------------- | ------------------------------------- | ------------------------------------- | ------------------------------------- |
| Màxima rècord °C (°F)                        | 21.5 (70.7)                           | 21.6 (70.9)                           | 27.2 (81)                             | 27.7 (81.9)                           | 30.7 (87.3)                           | 34.4 (93.9)                           | 39.6 (103.3)                          | 37.8 (100)                            | 34.5 (94.1)                           | 31.3 (88.3)                           | 25.4 (77.7)                           | 21.6 (70.9)                           | 39.6 (103.3)                          |
| Màxima mitjana °C (°F)                       | 14.1 (57.4)                           | 14.2 (57.6)                           | 15.9 (60.6)                           | 18.0 (64.4)                           | 21.6 (70.9)                           | 25.8 (78.4)                           | 28.9 (84)                             | 29.2 (84.6)                           | 26.2 (79.2)                           | 22.7 (72.9)                           | 18.1 (64.6)                           | 15.2 (59.4)                           | 20.8 (69.4)                           |
| Mitjana diària °C (°F)                       | 10.8 (51.4)                           | 10.8 (51.4)                           | 12.3 (54.1)                           | 14.3 (57.7)                           | 17.8 (64)                             | 21.8 (71.2)                           | 24.9 (76.8)                           | 25.4 (77.7)                           | 22.6 (72.7)                           | 19.4 (66.9)                           | 14.9 (58.8)                           | 12.1 (53.8)                           | 17.2 (63)                             |
| Mínima mitjana °C (°F)                       | 7.5 (45.5)                            | 7.4 (45.3)                            | 8.6 (47.5)                            | 10.6 (51.1)                           | 13.9 (57)                             | 17.8 (64)                             | 20.8 (69.4)                           | 21.5 (70.7)                           | 18.9 (66)                             | 16.1 (61)                             | 11.6 (52.9)                           | 9.0 (48.2)                            | 13.6 (56.5)                           |
| Mínima rècord °C (°F)                        | −2.4 (27.7)                           | −1.1 (30)                             | −0.1 (31.8)                           | 1.6 (34.9)                            | 6.4 (43.5)                            | 10.2 (50.4)                           | 13.6 (56.5)                           | 13.6 (56.5)                           | 9.4 (48.9)                            | 5.2 (41.4)                            | 2.0 (35.6)                            | −1.0 (30.2)                           | −2.4 (27.7)                           |
| Precipitació mitjana mm (polzades)           | 52 (2.05)                             | 54 (2.13)                             | 38 (1.5)                              | 45 (1.77)                             | 37 (1.46)                             | 14 (0.55)                             | 3 (0.12)                              | 20 (0.79)                             | 61 (2.4)                              | 78 (3.07)                             | 88 (3.46)                             | 61 (2.4)                              | 546 (21.5)                            |
| Mitjana de dies de precipitació              | 7.1                                   | 6.9                                   | 5.8                                   | 6.0                                   | 4.4                                   | 2.9                                   | 0.6                                   | 2.0                                   | 5.4                                   | 7.4                                   | 8.1                                   | 8.7                                   | 63.6                                  |
| Mitjana de dies de neu                       | 0.2                                   | 0.4                                   | 0.1                                   | 0                                     | 0                                     | 0                                     | 0                                     | 0                                     | 0                                     | 0                                     | 0                                     | 0.1                                   | 0.9                                   |
| Humitat relativa mitjana (%)                 | 77                                    | 76                                    | 73                                    | 72                                    | 70                                    | 64                                    | 63                                    | 65                                    | 70                                    | 75                                    | 75                                    | 77                                    | 72                                    |
| Mitjana mensual d'hores de sol               | 144                                   | 146                                   | 202                                   | 222                                   | 270                                   | 311                                   | 347                                   | 312                                   | 225                                   | 183                                   | 142                                   | 130                                   | 2.632                                 |
| Font #1: amet.es                             |                                       |                                       |                                       |                                       |                                       |                                       |                                       |                                       |                                       |                                       |                                       |                                       |                                       |
| Font #2: amet.es (valors extrems, 1965-2021) |                                       |                                       |                                       |                                       |                                       |                                       |                                       |                                       |                                       |                                       |                                       |                                       |                                       |

### Formació geològica
En el pas de l'Oligocè i al Miocè l'illa patí un procés de distensió tectònica. El resultat en va ser la formació de petites fosses al nord i l'enfonsament de tota la part meridional, que quedà per davall de la mar durant un període de gairebé 12 milions d'anys. Ocasionalment, el nord també es veié envaït per aigües marines durant períodes molt més curts, de manera que Menorca en aquests períodes degué estar coberta totalment per l'aigua marina. Això se sap perquè, segons recents campanyes i malgrat l'exhaustivitat de les prospeccions, cada vegada és més clar que a Menorca no es troben veritables troglobis terrestres, i per tant, no hi ha cap vestigi vivent d'una fauna arcaica. Aquestes dades bioespeleològiques actualment disponibles fan concloure que Menorca hauria quedat submergida durant les transgressions marines del Tortonià. D'aquesta manera, l'origen de la fauna cavernícola (i de la fauna en general) de Menorca caldria interpretar-lo sobre la base de repoblaments succeïts entre el Tortonià i el Messinià, a partir d'estocs faunístics procedents fonamentalment del SE ibèric, ja que entre els dos estatges esmentats es donaren connexions de terra ferma entre Ibèria i Balears (vegeu, per exemple, RÖGL i STEININGER, 1983).
Durant la immersió del sud de l'illa es van desenvolupar esculls de corall. Aquests ecosistemes generen grans quantitats de sediments calcaris que es van acumulant per donar lloc finalment a roques calcàries. Això és el que va passar a Menorca, de manera que la majoria de la roca que hi ha a la zona de migjorn deriva d'aquells antics esculls coral·lins. Són terrenys terciaris semblants als que podem trobar a les altres illes de l'arxipèlag. Però la meitat nord que quedà emergida, sa tramuntana, són terrenys primaris i secundaris, molt menys freqüents a les illes (i fins i tot hi ha pissarres del Carbonífer que no trobem enlloc més).
Això dona una personalitat pròpia a l'illa, tant des del punt de vista paisatgístic com biològic. La història geològica d'aquesta illa ha estat molt moguda, però es podria dir que des de mitjans de l'era terciària (en el Miocè mitjà, ara fa uns 15 milions d'anys) l'illa és semblant a com la trobem ara.

## Fauna

### Fauna del passat
La colonització faunística de les Balears es pot classificar en quatre episodis diferents:
1. Primer episodi faunístic: la regressió marina del Languià-serraval·lià, és a dir, la davallada del nivell del mar, que va tenir lloc en el Miocè mitjà, fa uns 14,8 milions d'anys, va permetre el pas d'espècies del continent cap a Menorca. Una transgressió marina posterior, és a dir, un augment del nivell del mar, isolà aquests animals. Només es coneix un jaciment que dati d'aquest període tan remot (el de punta Nati). S'ha trobat un ocotònid (llebre xiuladora de mida molt gran, el Gymnesicolagus), un glírid, una tortuga i un ocell (aquests dos últims sense poder determinar per causa del mal estat de les mostres).
2. Segon episodi faunístic: el tancament de l'estret de Gibraltar pel xoc de les dues plaques tectòniques a principis del Messinès, l'etapa del Miocè superior de l'era terciària, entre els 5,6 i 5,35 milions d'anys, feu davallar les aigües fins a un màxim de 1.500 m per sota del nivell actual. Aquest assecament del Mediterrani permeté la connexió de nou amb la península i el pas d'un nou grup faunístic que en substitueix l'anterior. Aquesta fauna consta d'una tortuga molt grossa, la Cheirogaster gymnesica, un conill gegant (els exemplars més grans sembla que pesaven 24 kg), un nou glírid molt gros, el Muscardinus cyclopeus, una rata pinyada, el Rhinolopus grivensis, una granota, una sargantana i diversos ocells. Un cop es torna a obrir l'estret, i torna a pujar el nivell del mar, es constitueixen dos elements geogràfics que es mantindran sempre més separats: les Pitiüses (2.000 km²) i les Gimnèsies (9.600 km²). Les primeres són les terres que ara formen Eivissa i Formentera, a només 90 km del continent (la península Ibèrica). Les segones són les terres que ara formen Mallorca i Menorca. A partir de la crisi messiniana, la Mediterrània ha variat més vegades el nivell de les aigües, fins a 130 m, cosa que ha portat a molts episodis de retrobament i d'aïllament entre Mallorca i Menorca (tants com glaciacions, que són més de 30), però sempre romandrà una canal marina infranquejable per a la fauna terrestre de com a mínim 70 km entre Mallorca i Eivissa. Això fa que les espècies de les Gimnèsiques evolucionin diferentment de les Pitiüses.
3. Tercer episodi faunístic: comença amb l'inici de les glaciacions, ara fa 2,35 milions d'anys. La fauna del Myotragus que es troba a Mallorca entra en contacte amb la del conill gegant de Menorca, i hi és substituïda. Aquesta és composta per dues espècies d'amfibis, una de rèptils, tres mamífers terrestres i un nombre abundant de rates pinyades i d'ocells.
4. Quart episodi faunístic: l'ésser humà introdueix animals que seran la causa d'una nova substitució faunística. Mostels, serps d'aigua, granotes, sargantanes, conills, gats, etc., delmaran ràpidament la fauna autòctona, i imposaran la seva superioritat competitiva.

### Fauna actual

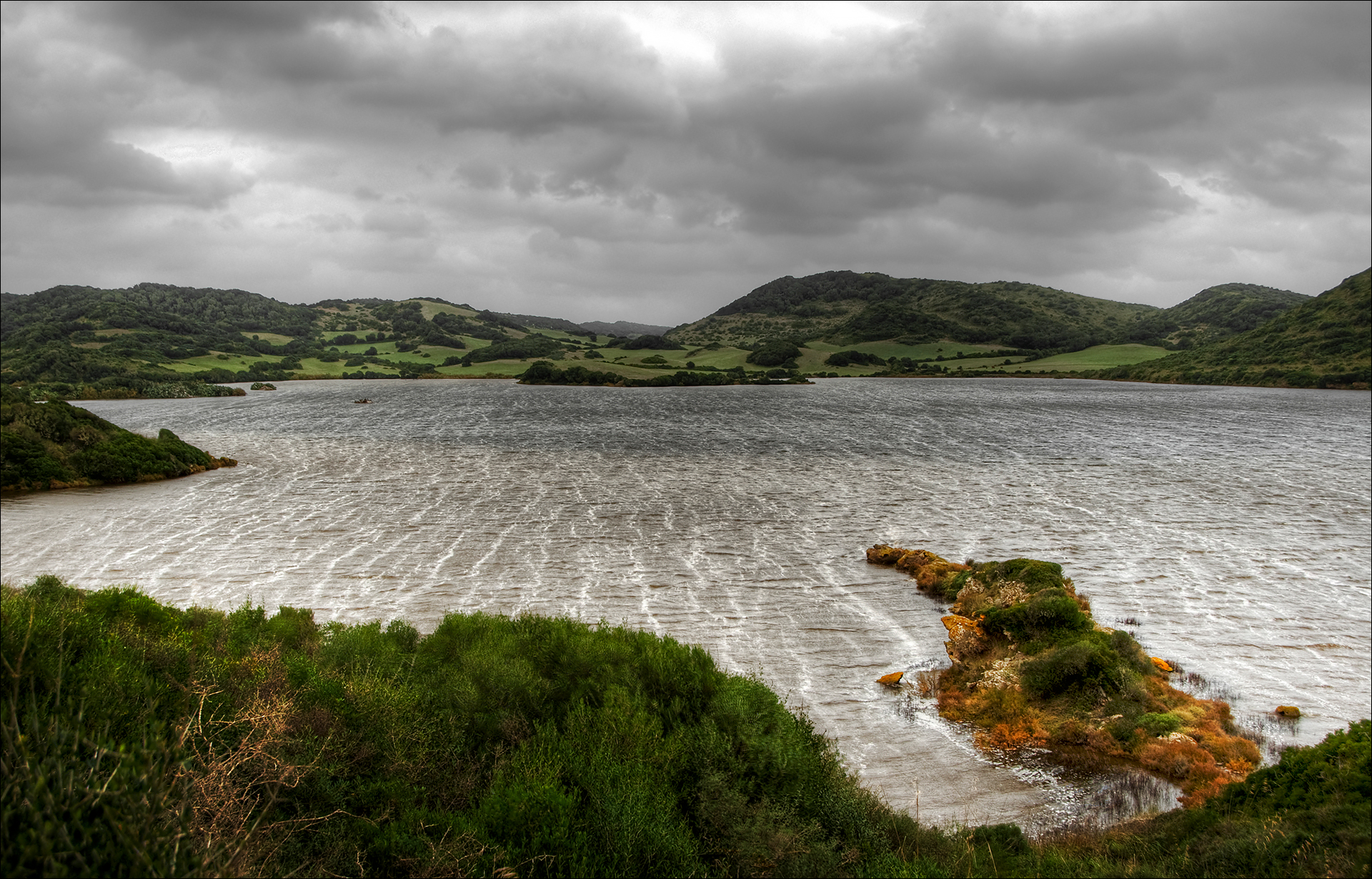
Albufera des Grau

La costa de tramuntana és molt ventosa a causa de la proximitat amb el golf de Lleó, i de naturalesa silícica en gran part (a partir de cala Morell fins a Maó, excepte els caps de Cavalleria i de Fornells, i la costa oest d'Addaia). Això ha conreat endemismes que ni tan sols els trobem a Mallorca, espècies úniques de Menorca.
Com ja s'ha dit, quan l'ésser humà s'estableix a l'illa, ara fa 5.500 anys, s'hi donen profundes modificacions. El boix endèmic (Buxus balearica) que recobria gran part de Mallorca i Menorca desapareix, i amb ell, l'únic mamífer en el món que se'l menjava, una cabreta anomenada Myotragus. La sargantana pròpia de les Gimnèsies també va desaparèixer de Menorca i Mallorca, i només van restar representants seus als illots dels voltants (30 subespècies diferents, una per cada illot, la darrera trobada en un illot al mig de l'Albufera d'es Grau, que prova l'antiguitat d'aquesta llenca d'aigua dolça que s'endinsa dins l'illa). Però aquesta desaparició és més recent, durant els primers segles de la nostra era, i es deu a la introducció dels mostels pels romans per controlar els conills que es menjaven els seus conreus.
Amb tot, es coneixen actualment un total de 582 espècies de vertebrats que es reparteixen així: 324 peixos, 3 amfibis, 12 rèptils, 218 aus i 26 mamífers.
La fauna vertebrada terrestre és més aviat pobra (ha perdut els endemismes que tenia per l'efecte humà: la cabreta gimnèsica, la sargantana gimnèsica, la musaranya gimnèsica, la rata cellarda gimnèsica, el ferreret). El conill gegant de Menorca es va extingir molt abans de l'arribada dels primers humans. Actualment destaca la presència de la marta, animal introduït i que s'ha adaptat molt bé als racons forestals de l'illa. Les aus també han perdut espècies per l'efecte humà (l'òliba gegant), però malgrat tot es troben molt ben representades a l'illa.
La situació geogràfica estratègica de l'illa fa que sigui un territori on abunden les visites d'aus migratòries que travessen la Mediterrània per traspassar els continents europeu i africà. També és terra de nidificants tan rars com són la baldriga pufí baleàrica (Puffinus mauretanicus), l'àliga pescadora (Pandion haliaetus) o l'ocell de tempesta (Hydrobates pelagicus).
Alguns estudis d'anellament reconeixen la presència de 31 espècies d'ocells passeriformes nidificants a Menorca.
Amb tot, la llista de fauna endèmica a Menorca presenta més de 150 espècies, en què també n'hi ha algunes en perill d'extinció.
La fauna invertebrada terrestre de Menorca ha estat objecte d'estudi i seguiment durant la dècada dels 2000. Es coneixen una trentena d'espècies de papallones diürnes citades a l'illa. Els valors enregistrats els anys 2001, 2002 i 2004 d'abundància de papallones diürnes en recorreguts fets per Algendar i el 2004 per Es Grau són notòriament més alts del que caldria esperar per a una zona que es pot considerar litoral, si es comparen amb altres itineraris BMS (Butterfly Monitoring Scheme) de les costes catalanes.

## Flora

### Flora actual

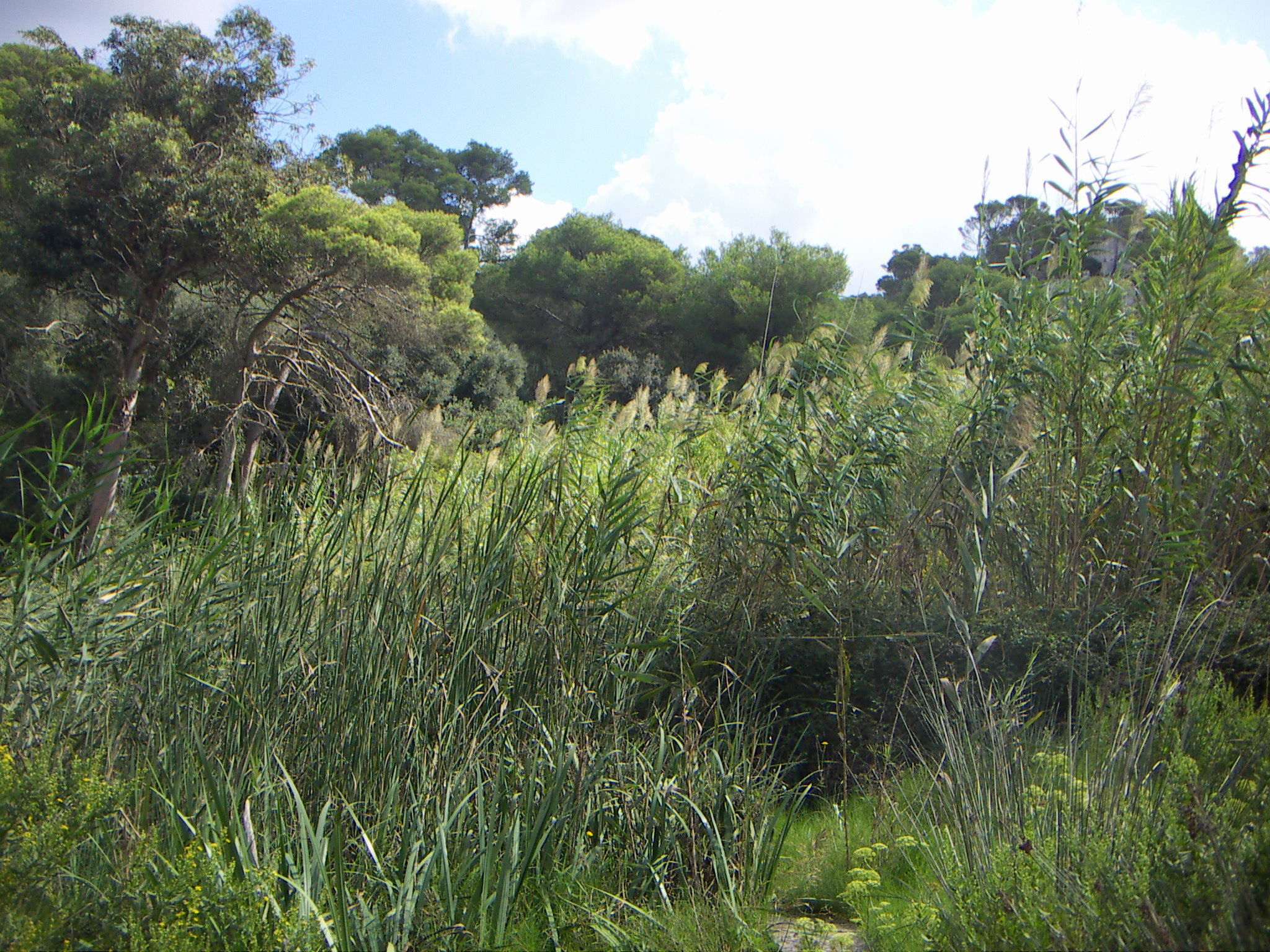
Vegetació de Menorca

La flora de Menorca ha estat llargament estudiada en aquests darrers dos segles. Són moltes les llistes florístiques que se n'han extret, de manera que a hores d'ara es pot inferir una bona visió de la vegetació de l'illa, dels seus endemismes, de les espècies de nova aparició, així com del vessant etnobotànic: els seus noms vernaculars i els seus usos en medicina tradicional i en la cultura illenca.
La vegetació potencial de l'illa (entesa com a climàcica) seria majoritàriament forestal i estaria formada per l'ullastrar a la zona de migjorn, i l'alzinar a les muntanyes interiors i barrancs.
També hi cabrien comunitats permanents que formarien conjunts no forestals, com són les dels boscs de ribera d'alguns torrents importants, les dels coixinets espinosos i eixorba-rates als penya-segats costaners i promontoris elevats d'una mica més endins, la nitrohalòfila d'illots, o les d'aiguamolls i sorrals costaners.
Tipus de vegetació actual (mapa de cobertes forestals de 1995 Arxivat 2015-04-25 a Wayback Machine.):
La vegetació forestal representa actualment el 33% del territori menorquí, i d'aquesta el 45% és ullastrar i el 15% alzinar. La resta són brolles o marines, és a dir, formacions arbustives baixes que disten encara molt de ser les comunitats arbòries climàciques esmentades.
Les comunitats permanents representen actualment el 3% del territori menorquí. Així, doncs, la vegetació natural a Menorca es troba reduïda al 36% del territori.

#### Vegetació
- Vegetació forestal (vegetació zonal):[60][61][62]
  - Alzinar baleàric (Cyclamini balearici-Quercetum ilicis): 34,21 km² (16,88 km² segons l'Institut Balear d'Estadística). Alzinar madur que s'estén per les zones més muntanyenques de l'interior de l'illa (termes d'Alaior i Es Mercadal) i pels barrancs més llargs i profunds.
  - Alzinar amb ullastrar (Cyclamini-Quercetum + Oleo-Ceratonion): 3,55 km². Alzinar mixt, ullastrar de transició.
  - Ullastrar menorquí (associació Prasio-Oleetum Silvestris): 104,42 km². Ullastrar característic de l'illa molt abundant sobretot a la zona de migjorn.
  - Marina calcícola de cipell i romaní (associació Loto-Ericetum): 20,77 km². Brolles dels terrenys calcaris de tramuntana.
  - Marina silicícola de bruc i estepa (associació Ampelodesmo-Ericetum scopariae: 16,05 km², landes dels terrenys silícics de tramuntana.
  - Alzinar amb marina de cipell (Cyclamini-Quercetum + Loto-Ericetum): 17,43 km². Alzinar de regeneració amb cipell i romaní dels terrenys calcaris de l'interior de l'illa.
  - Marina de bruc amb alzinar (Ampelodesmo-Ericetum + Cyclamini-Quercetum): 19,45 km². Alzinar de regeneració amb estepes i bruc dels terrenys silícics de l'interior de l'illa (termes des Mercadal i Ferreries).
  - Marina de bruc amb ullastrar (Ampelodesmo-Ericetum + Prasio-Oleetum): 3,35 km². Ullastrar amb estepes i bruc dels terrenys silícics de tramuntana (Sa Mesquida, Mongofre, illa d'en Colom, Es Verger).
  - Marina de cipell amb ullastrar (Loto-Ericetum + Oleo-Ceratonion): 5,51 km². Ullastrar amb cipell (bruc d'hivern) i romer entre barrancs de la costa sud (termes des Migjorn Gran, Ferreries i Ciutadella).
  - Màquia d'aladern femella (associació Aro picti-Phillyreetum rodriguezii): 3,10 km². Marines molt localitzades d'aladern femella de la costa de tramuntana.
  - Savinar (Associació Clematido Balearicae-Juniperetum turbinatae): 1,17 km². Savinars menorquins d'alguns punts de la costa de tramuntana.
- Vegetació arbòria, arbustiva, pradenca, aquàtica o rupícola de tipus azonal:
  - Vegetació dunar (classe Ammophilletea): 1,55 km². S'estén en els sorrals de les cales més importants de l'illa.
  - Tamarellar i alocar (associació Leucojum-Viticetum, classe Nerio-Tamaricetea): 0,90 km². Molt dispersa. Vora torrents i fondals d'algunes cales.
  - Vegetació de plantes aqüàtiques: 2,28 km². Vora s'Albufera des Grau, Lluriac i Addaia a tramuntana, i Son Bou i Trebalúger al migjorn en són els indrets més notables.
  - Matolls halòfils mediterranis de saladars (aliança Salicornion fruticosae): 1,61 km². Vora s'Albufera des Grau, Lluriac i Addaia.
  - Comunitat halòfila de roquissar litoral (subaliança Crithmo-Limonienion): 8,12 km². Vegetació que trobem en primer terme dalt dels penyals litorals de l'illa.
  - Matollar nitrohalòfil litoral (associació Suaedetum verae): 1,80 km². Matolls dels illots, adaptats a altes concentracions de nitrats provinents dels excrements de les aus i a la salinitat extrema de l'aerosol marí.
  - Comunitat de socarrells (subaliança Launaeenion cervicornis): 8,40 km². Acantonada als penya-segats litorals, en segon terme.
  - Comunitat de tapareres (associació Capparietum rupestris): 1,11 km². Vegetació prelitoral entre cap de Bajolí i punta Nati.
  - Comunitats xeroacàntiques no estrictament litorals (associació Astragalo balearici-Teucrietum mari): 0,33 km². Eixorba-rates costaners d'alguns punts de la costa de tramuntana.
  - Comunitats xeroacàntiques estrictament litorals (comunitat d'Antemis maritima i Melilotus indica): 0,3 km². Vegetació en primer terme dels roquissars litorals de punta Nati.

Cal també fer esment de la presència de rodals de sureres als llocs d'Algarrovet, Alfavaret, Binimoti, Binillubet, Es Puig Mal, Llinaritx Nou i Sant Isidre. Són poblacions marginals que presenten una peculiar estructura genètica. La singularitat de les poblacions de sureres menorquines radica en la presència de dues filiacions diferents: d'una banda, les que serien de filiació ibèrica (banda oest de l'illa), i les que serien de filiació tirrènica (banda est de l'illa).
Amb tot, la flora endèmica de Menorca presenta 83 tàxons (entre espècies, subespècies i varietats). La flora autòctona no endèmica presenta 1.070 tàxons (dels quals 132 són cosmopolites) i l'al·lòctona (amb xenòfits arqueòfits i neòfits) presenta 160 tàxons.

### Reserva de la biosfera
Menorca fou declarada Reserva de la Biosfera per la UNESCO el 1993. El territori de la reserva inclou, principalment, tota la part terrestre i la seva franja marina circumdant. El 1999 es va crear la Reserva marina del nord de Menorca.

## Municipis de Menorca
| Terme municipal | Superfície TM (km²) | Població (empadronada) | Població total (empadronada + flotant) | Densitat població empadronada | Densitat població total |
| --------------- | ------------------- | ---------------------- | -------------------------------------- | ----------------------------- | ----------------------- |
| Alaior          | 109,76              | 8.972                  | 11.395                                 | 70,01                         | 103,81                  |
| Ciutadella      | 186,03              | 28.017                 | 34.569                                 | 127,43                        | 185,83                  |
| es Castell      | 11,61               | 7.629                  | 6.087                                  | 575,23                        | 524,09                  |
| es Mercadal     | 136,93              | 4.838                  | 9.219                                  | 23,87                         | 67,33                   |
| es Migjorn Gran | 32,41               | 1.518                  | 2.651                                  | 37,15                         | 81,80                   |
| Ferreries       | 66,00               | 5.030                  | 6.008                                  | 62,64                         | 91,03                   |
| Maó             | 117,05              | 28.284                 | 28.507                                 | 204,98                        | 243,55                  |
| Sant Lluís      | 34,62               | 6.414                  | 8.697                                  | 133,61                        | 251,19                  |
| Total           | 694,41              | 90.235                 | 107.133                                | 108,43                        | 154,28                  |

## Demografia

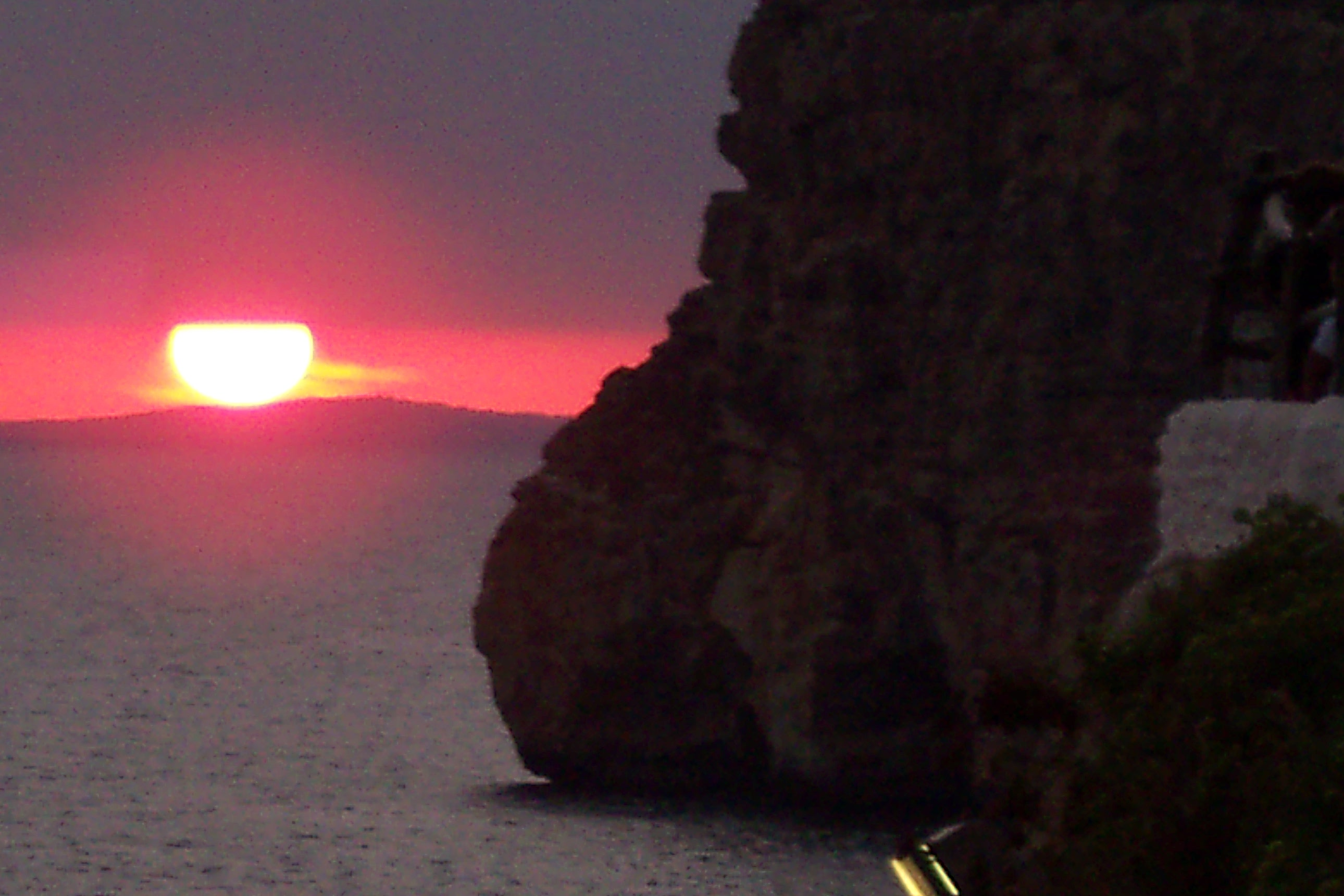
La cova d'en Xoroi, un dels principals reclams turístics de l'illa

El turisme a Menorca aporta una població visitant que supera amb escreix la població resident a l'illa. Així, segons l'IBAE (Institut Balear d'Estadística), l'any 2003 van visitar Menorca 1.058.019 turistes amb avió i 61.174 amb vaixell. De tots ells, 278.000 provenien de l'Estat espanyol i 840.000 eren d'altres, la majoria britànics (602.588).
Aquesta gran freqüentació de turistes ha conduït a posar en perill moltes àrees protegides (platges verges), com ha assenyalat darrerament l'OBSAM.
Un altre fenomen que s'està donant aquests darrers anys és l'arribada d'immigrants fomentada pel creixement turístic. L'any 1996, hi havia 1.888 persones nascudes a l'estranger que residien a Menorca; l'any 2003 n'hi havia 8.889, és a dir, més de 4 vegades més; i l'any 2007 n'hi havia 15.098, el 17 % del padró. Cal tenir en compte que hi ha dos tipus d'immigrants a Menorca: l'immigrant que ve a passar la jubilació a Menorca, i que majoritàriament és de nacionalitat anglesa (2.094 anglesos empadronats l'any 2003 i 3.241 l'any 2007) o del continent europeu (italians: 479 al 2003 i 996 al 2007, alemanys: 448 al 2003 i 676 al 2007, francesos: 274 al 2003 i 483 al 2007), i l'immigrant que ve a treballar a Menorca, i que majoritàriament és sud-americà (equatorians: 1.176 al 2003 i 1.597 al 2007, colombians: 443 al 2003 i 565 al 2007, argentins: 357 al 2003 i 608 al 2007, bolivians: 139 al 2003 i 691 al 2007, Brasil: 88 al 2003 i 406 al 2007, etc.) o magrebí (marroquins: 855 al 2003 i 1.449 al 2007).
També hi ha la població nascuda en altres comunitats autònomes, que en termes absoluts també augmenta (l'any 2001 era de 16.181 persones, el 2003 de 19.430 i el 2007 de 21.454), però que en termes relatius fa temps que està estancada (el 22-23 % de la població empadronada). D'aquests, andalusos (5.039) i catalans (4.577) eren el 2001 les procedències més nombroses. Aquí també es poden distingir dos tipus d'immigració: un de motivat per raons més aviat socioeconòmiques (andalusos) i un altre motivat per raons més aviat sentimentals, culturals o comercials (catalans).
En tot cas, l'èxit turístic de Menorca ha provocat que tant la classe mitjana com l'obrera d'arreu hagin decidit fixar el lloc de residència permanent en l'illa. I això ha conduït a fer que aproximadament un 40% de la població empadronada actual (2007) no sigui menorquina d'origen. Aquesta és una tendència que es preveu que continuï incrementant-se, de manera que en pocs anys es pot arribar a la paradoxal situació que a Menorca hi visquin més persones no nascudes a l'illa (o sigui, immigrants) que menorquins d'origen (o sigui, autòctons).

## Economia

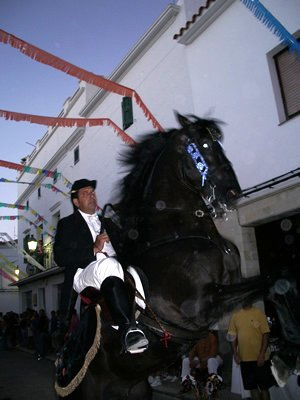
Es jaleo a Menorca

A diferència de les altres illes de l'arxipèlag, Menorca es va començar a dedicar al turisme més tard, ja que l'economia que hi havia en aquell moment a Menorca —calçat, indústria agrícola— podia mantenir l'illa sense necessitat que hi hagués turisme. Aquest fet ha tingut com a conseqüència que les platges i els paisatges naturals estiguin molt ben conservats. El principal mercat de turistes que va a Menorca és el britànic —que ve des de la colonització de l'illa— i l'estatal, encara que últimament els mercats alemany, italià, holandès, escandinau, polonès i francès hi estan guanyant molta força.
Són també d'una gran importància per a l'economia de l'illa la ramaderia i la fabricació de formatge amb denominació d'origen "Maó-Menorca" (formatge de Maó), la indústria i l'artesania del calçat, marroquineria i pell en general, la bijuteria; i la pastisseria, la xarcuteria i altres petites indústries, que formen el segon pilar de l'economia, que és molt més notable que en altres illes i una alternativa al turisme.

## Monuments

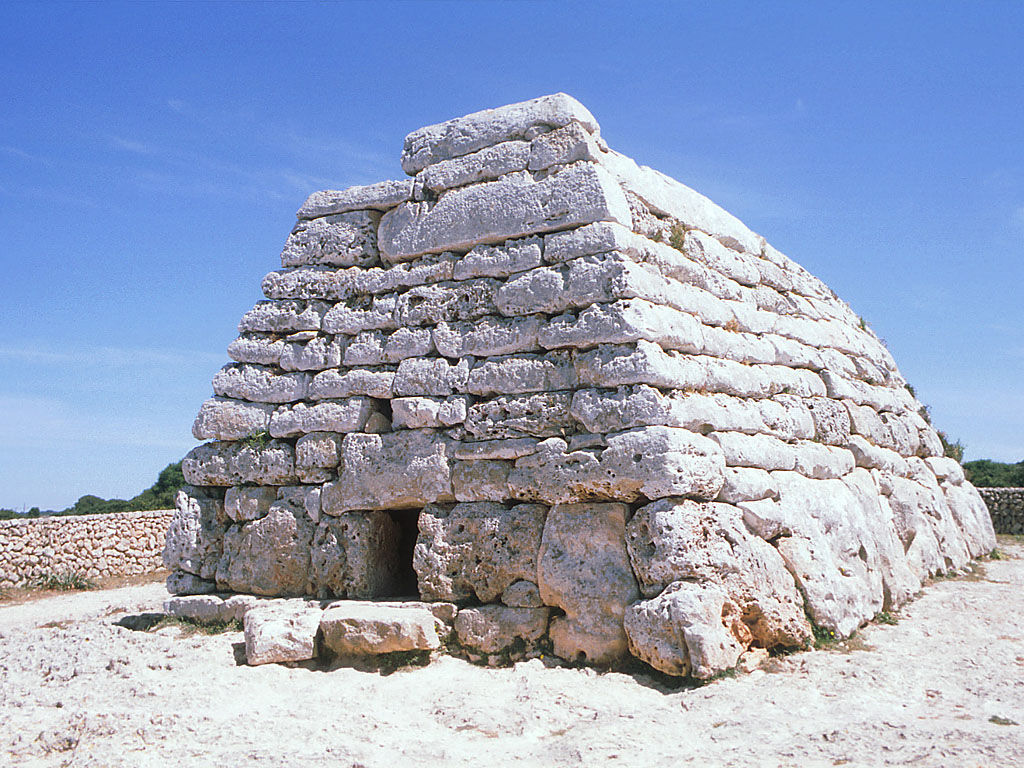
Naveta des Tudons

A l'illa hi ha una gran quantitat de monuments megalítics (navetes, talaiots i taules), però juntament amb aquests es troben també galeries, sales hipòstiles, recintes coberts, coves, etc., la majoria dels quals pertanyen a l'edat del bronze i del ferro, enquadrats dins la cultura talaiòtica. Entre els jaciments arqueològics visitables, hem de destacar la Torre d'en Galmés, Torralba d'en Salort, Trepucó, Talatí de Dalt, Son Catlar i la naveta des Tudons, lloc d'enterrament que data de la transició del pretalaiòtic al talaiòtic inicial, entre Ciutadella i Ferreries.
També hi ha diverses basíliques paleocristianes, una de les quals és propera a la platja de Son Bou (basílica paleocristiana de Son Bou). Podem destacar, també, la ruïna d'una fortalesa medieval a la muntanya de Santa Àgueda, l'últim punt de resistència dels musulmans abans de la conquesta d'Alfons III el 1287.
Al Toro, al centre de l'illa, es troba el santuari de la Verge del Toro (patrona de Menorca). A Ciutadella destaca la catedral basílica de Santa Maria de Ciutadella, construïda entre 1300 i 1365, que combina els estils gòtic i neoclàssic.
L'illa està circumval·lada per un antic sender, el camí de Cavalls (GR-223), que té una longitud al voltant dels 210 km.

## Candidatura de la Menorca Talaiòtica al Patrimoni Mundial
Actualment, una selecció de jaciments prehistòrics de Menorca opten a ser declarats Patrimoni de la humanitat per la UNESCO, sota el nom de Menorca Talaiòtica. Els jaciments en qüestió són: necròpolis de Cala Morell, naveta des Tudons, Es Castellàs des Caparrot de Forma, Ses Roques Llises, Trepucó, poblat talaiòtic de Torralba d'en Salort, cova des Càrritx, Taula de Torrellisar, Hipogeu de Torre del Ram, hipogeus de Biniai Nou, Monument de na Comerma de sa Garita, naveta de Biniac Oriental, navetes de Rafal Rubí, necròpoli i Es Castellet de Calescoves, poblat de Son Mercer de Baix, poblat talaiòtic de Binissafúller, poblat talaiòtic de Montefí, Sa Cudia Cremada, poblat talaiòtic de Sa Torreta, poblat talaiòtic de Sant Agustí, poblat talaiòtic de Torrellafuda, poblat talaiòtic de Torretrencada, Sala hipòstila des Galliner de Madona, So na Caçana, sepulcre de Son Olivaret, Talaiot de Torelló, Talaiot de Trebalúger, poblat de Cala Morell, Torre d'en Galmés, Cornia Nou, poblat de Son Catlar.

## Festes de Menorca

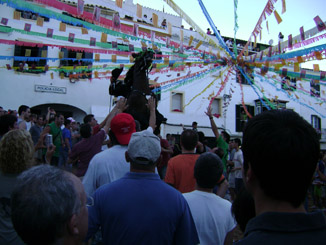
Es jaleo

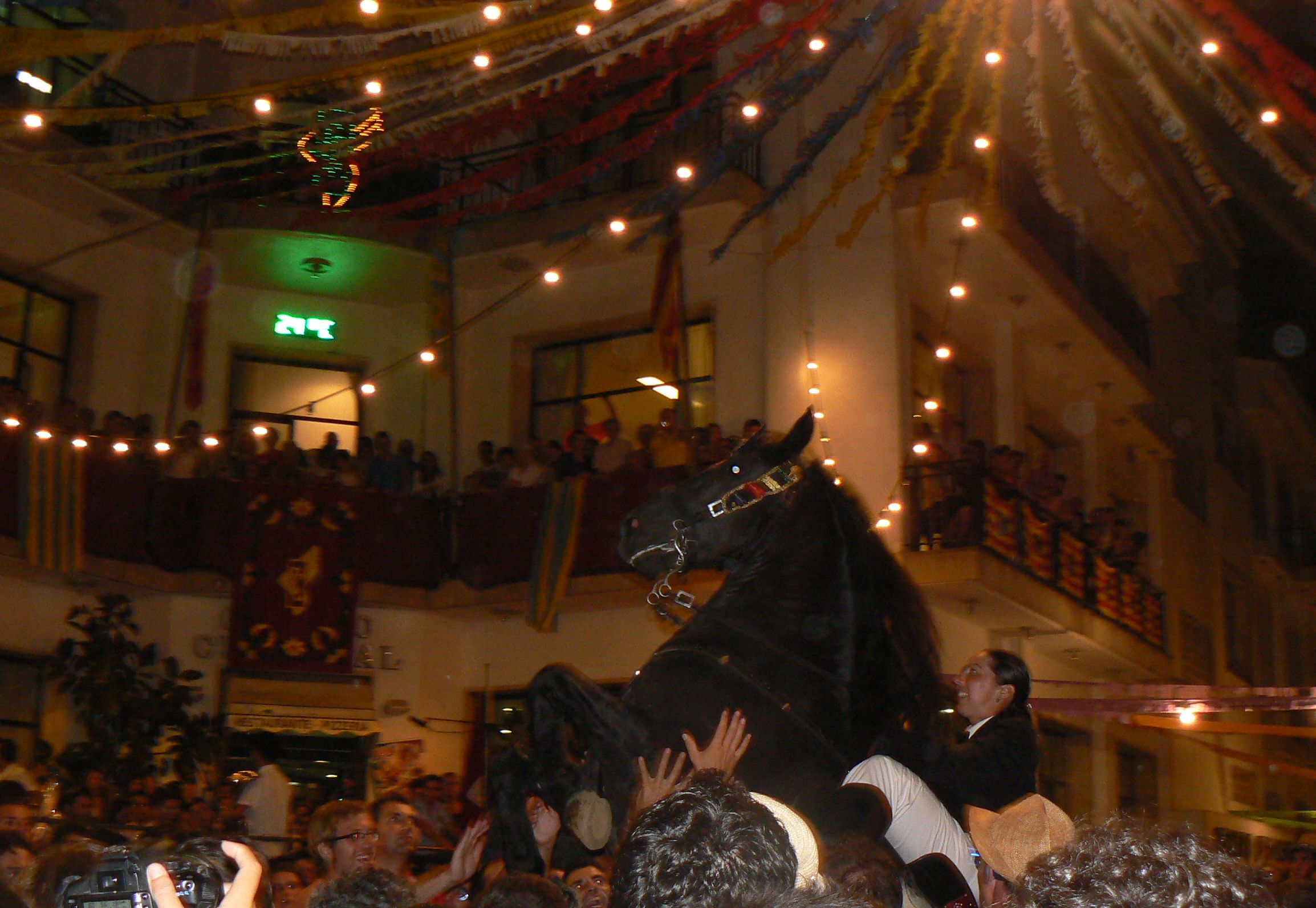
Jaleo de nit

El jaleo o ball de cavalls menorquí és una manifestació festiva tradicional de Menorca i present en totes les festes patronals de l'illa, en la qual els cavalls engalanats i els genets demostren la seva elegància i destresa al so de la música.
Les festes populars de Menorca són protagonitzades pels cavalls (adornats amb llaços, brodats i clavells multicolors) i genets, entre els quals hi ha els "caixers" (genet que representa un dels estaments principals de poder) i els cavallers (la resta). Tant els cavalls com els genets van convenientment engalanats i conjuntats, sovint en colors sobris per destacar els brodats i clavells dels cavalls. Els adorns de cavalls i genets varien segons el municipi. Es reviu cada any un ritual que neix a principis del segle xiv i és d'origen religiós. Els diferents caixers representen els estaments socials. Els més importants són el caixer senyor, caixer batlle i el caixer capellà, però se'n poden trobar més modernament i en certes viles d'altres que poden representar gent del poble, com el caixer fadrí, sa capellana, pagesos, artesans diversos, etc.
Els caixers es van arreplegant amb el "flabioler" al capdavant i una vegada reunits van sortint a la plaça del poble a celebrar el tradicional jaleo. Els caixers fan botar els cavalls mentre sona la seva música típica. La gent participa en la festa ajudant a botar al cavall i donant ànims als genets.
El jaleo s'acaba amb el lliurament de canyes i una cullereta d'argent. La música que sona és diferent de la d'abans. Aquestes festes se celebren al llarg de tot l'estiu menorquí als diferents pobles de l'illa. Cada poble té les seves particularitats a l'hora de celebrar la festa.
Finalment, un cop acabat Es Jaleo, té lloc la tradicional samba per la banda de música des Migjorn Gran.
Les primeres festes a celebrar-se són les de Sant Joan a Ciutadella i les darreres les de la Mare de Déu de Gràcia a Maó, quan surten els gegants de Maó, un atracció que es va iniciar el 1934 als temps de la Segona República espanyola. Aquestes en són totes a l'estiu, entre la fi de juny i primers de setembre, però al gener hi ha la festa de Sant Antoni, patró de l'illa, que se celebra a tot arreu.

## Gastronomia de Menorca

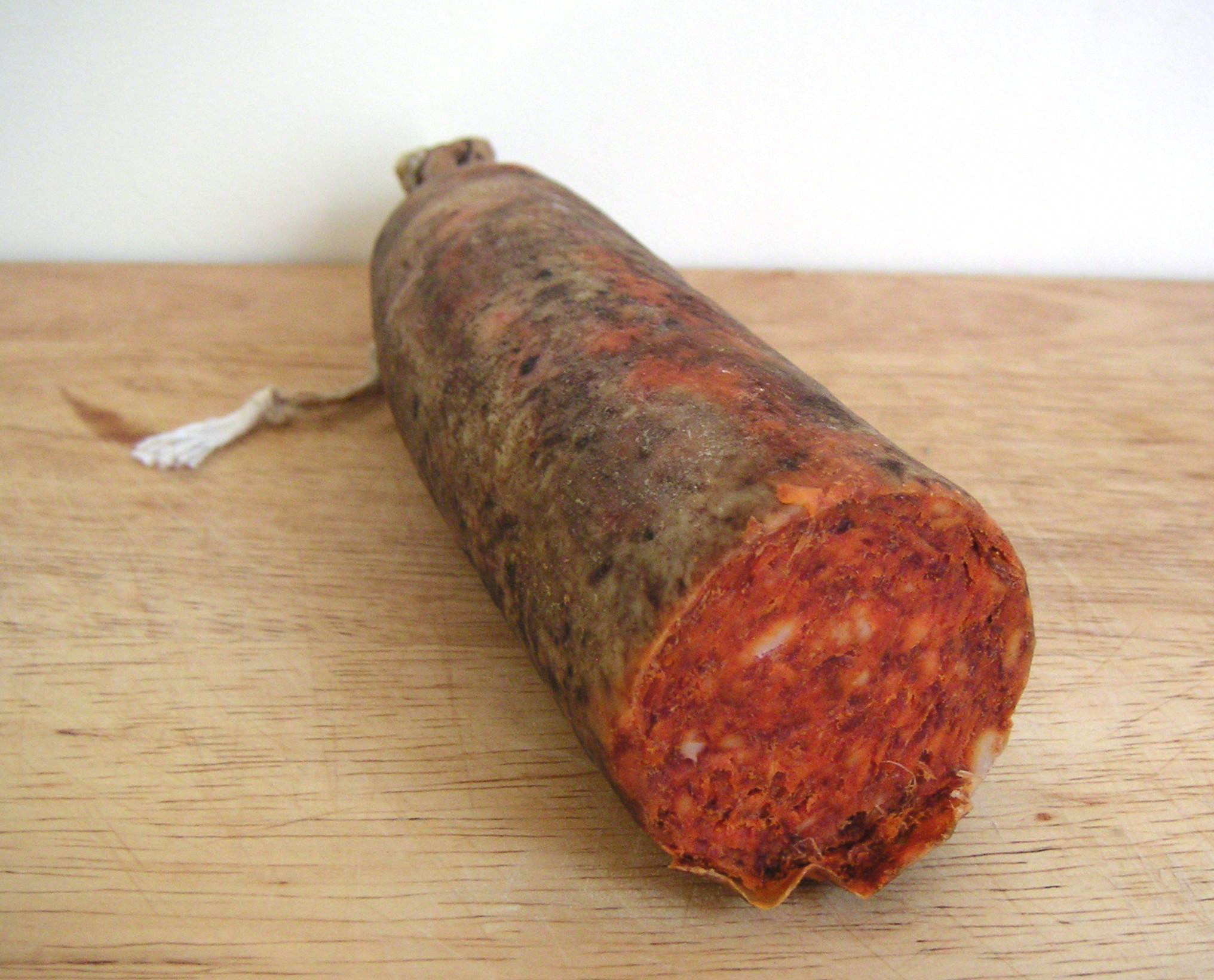
Sobrassada

La gastronomia de Menorca tracta sobre el menjar i les begudes típics de Menorca.
Menorca és una illa rocallosa de set municipis. El clima del sud és més suau mentre que al nord hi ha fortes ventades tot l'any. És precisament la sal marina, que el vent porta a la gespa on mengen les vaques, el que dona un gust característic al formatge. Menorca destaca per haver volgut ser una illa prou autònoma; la pesca està assegurada, però a més hi ha ramaderia de cavalls (que no es mengen!), de porcs (que serveixen per a fer embotits que vendran als viatgers de passada) i vaques (amb la pell de les quals es desenvolupa l'artesania del cuir i es fan formatges per vendre als passants). L'agricultura és variada i a petita escala, amb els productes típics mediterranis. A aquesta cuina típica mediterrània, cal afegir-hi les successives influències dels diferents pobles invasors, especialment els anglesos, que van aportar el plum cake, els púdings i el "puny d'ous" (el ponx o punch en anglès). La seua gastronomia, marinera i camperola, es basa sobretot en hortalisses i verdures de l'hort propi, carns pròpies i peix fresc i marisc pescats el mateix dia. Els embotits s'utilitzen com a condiments. L'oli d'oliva, tot i que actualment ja no es produeix a l'illa, n'és també un pilar fonamental.
La cuina menorquina és, de vegades, una cuina de supervivència i que cuida al màxim el gust original dels productes de primera qualitat. És senzilla, poc artificiosa, però sobretot és cuina de temporada. És sobretot de peix, en particular de palangre, i de marisc, crustacis, petxines i calamars especialment. Les fruites i verdures es cultiven de la manera més variada possible i a petita escala, només per al consum local.
Fins a mitjans del segle xx, les cabres hi eren tan abundants que es menyspreaven, es menjaven només quan hi havia fam (collites espatllades, mala pesca, etc.) i d'amagat. Avui dia són un luxe. Especialment són molt apreciats els peus de cabrit menorquins.
L'emperador romà August va haver d'enviar fures per ajudar a caçar els conills a l'illa, de tants que n'hi havia; no és estrany que el conill sigui present especialment a la cuina menorquina. Després hi ha hagut períodes en què estava prohibit caçar. Al segle xvii els anglesos van intentar, sense èxit, introduir-hi cérvols i llebres. Ara en queden molt poques peces, però encara es cacen —i també es crien— conills i diverses aus.

### Formatge de Maó

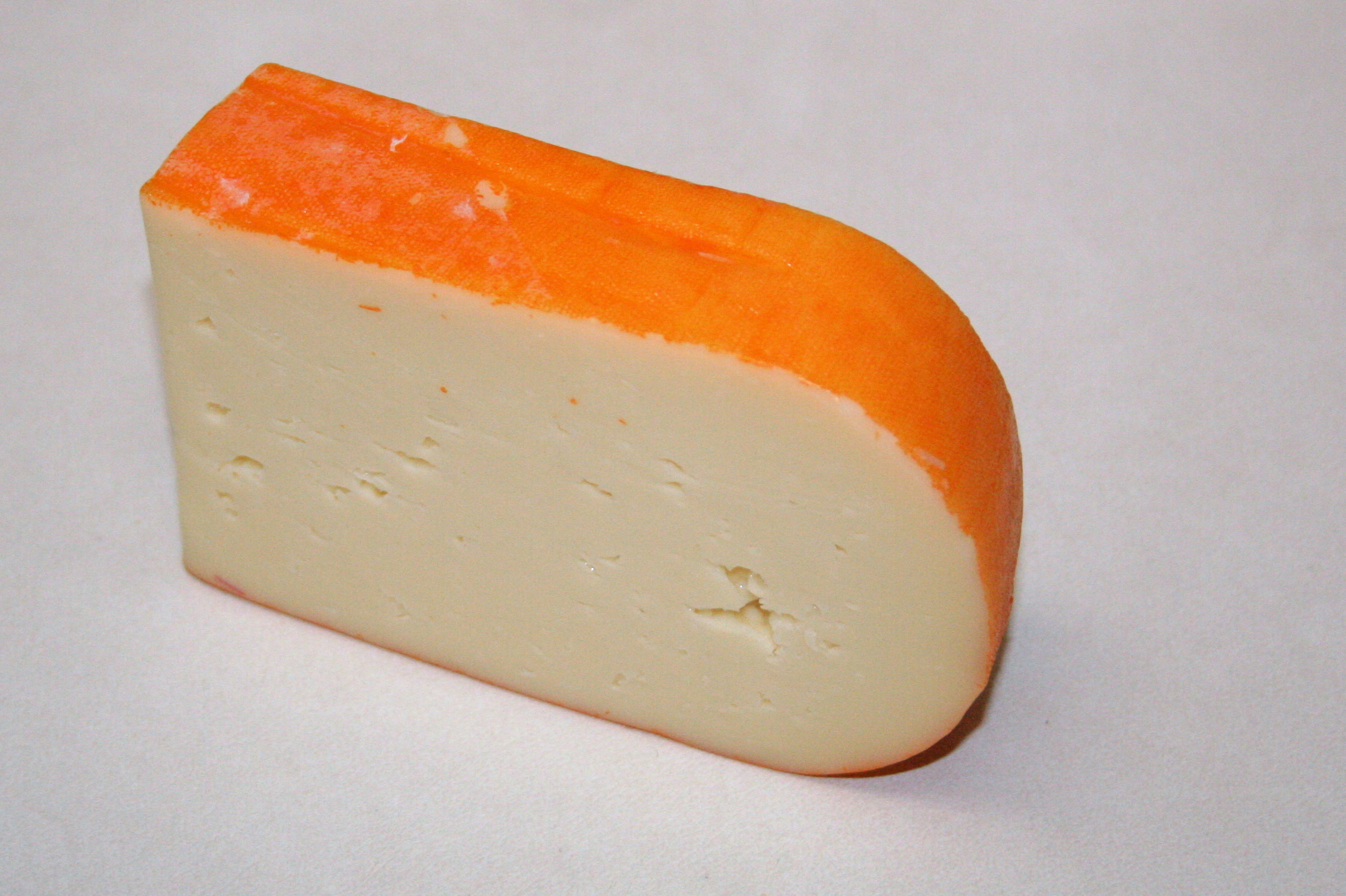
Formatge de Maó

El formatge de Maó és un producte autòcton produït a Menorca. És un formatge amb denominació d'origen protegida, de pasta premsada no cuita, d'un color ataronjat característic i de forma paral·lelepipèdica i d'arestes arrodonides. Està elaborat i madurat exclusivament a Menorca, segons la tradició i la normativa recollida en el reglament de la DO. Va ser l'any 1985 quan se li atorgà de manera definitiva la denominació d'origen formatge Mahón; i posteriorment, a l'any 1998, s'incorporà la paraula Menorca al formatge emparat, que passà a anomenar-se Mahón-Menorca. N'hi ha quatre varietats principals, segons el temps de maduració: el tendre, el semicurat, el curat i l'anyenc.
A Menorca, a les formatgeries mateixes, es fa també brossat o recuit fresc de gran qualitat, però no té cap nom específic ni és gaire conegut enfora, perquè el consum n'és local.

## Fills i filles il·lustres
- Joan Joaquim Rodríguez Femenias (1839-1905), naturalista
- Samuel Webbe (jr.) (1740-1825), compositor anglès
- Pasqual Calbó i Caldés (1752-1817), pintor
- Joan Ramis i Ramis, historiador, dramaturg
- Francesc de Borja Moll i Casasnovas, lingüista i filòleg
- Maria Lluïsa Serra Belabre, historiadora, arqueòloga, arxivera
- Maria Àngels Cardona, botànica
- Joan Pons Álvarez, baríton dramàtic
- Maties Quetglas, pintor
- Alícia Magdalena Sintes, doctora en física
- Mateu Orfila i Rotger (1787-1853), químic i metge.